# Wang Haibin
Wang Haibin (förenklad kinesiska: 王海滨; traditionell kinesiska: 王海濱; pinyin: Wáng Hǎibīn), född den 15 december 1973 i Nanning, Kina, är en kinesisk fäktare som bland annat tog OS-silver i herrarnas lagtävling i florett i samband med de olympiska fäktningstävlingarna 2004 i Aten.